# Léon Flameng
Léon Flameng (Paris, 30 de abril, 1877 - Ève, 2 de janeiro de 1917) foi um ciclista francês. Ele competiu nos Jogos Olímpicos de Verão de 1896 em Atenas.
Flameng competiu nos 333 metros, 2 km, 10 km e 100 km corridas. Seu melhor resultado foi na maior das corridas como ele terminou a 100 km com um tempo de 3:08:19.2 para ganhar o evento. Ele tomou o segundo em 10 quilômetros, pouco atrás de seu compatriota Paul Masson tanto como teve o tempo de 17:54.2. No 2 km, Flameng terminou em terceiro. Em seu curto evento, ele empatou com dois outros ciclistas para o quinto lugar nos 333 metros em 27,0 segundo.